# Тото в цвете
«Тото́ в цве́те» — первый итальянский цветной кинофильм. Снят в 1952 году режиссёром Стено. В главной роли занят комик Тото, фильм считается одной из лучших его работ.

## Сюжет
Музыкант Антонио Сканагатти (Тото) пытается продать свою композицию «Epopea italiana» Трискольди — одному из знаменитых итальянских импресарио.
В фильме примечательна сцена преследования, в которой Тото, чтобы укрыться от погони, притворяется деревянной куклой-марионеткой. Когда спектакль заканчивается, актёр, как кукла без нитей, падает на сцену.
Антонио Сканагатти сочинил симфонию, причем творческий процесс проходил довольно трудно, поскольку он постоянно мешал своим родственникам, нарушая их покой. Родственники считали его сумасшедшим хулиганом, а Антонио мечтал поставить свою симфонию в театре "Ла Скала". Автор решается отправиться в путешествие. В дороге его ждут забавные приключения, молодёжная тусовка, нелепица в поезде, разыгранная сцена в кабинете миланского импресарио.
Фильм не содержит натурных съемок, что подчеркивает его наигранность, искусственно созданные ситуации, театральность сцен.

## Производство
Тото в цвете был одним из первых итальянских полнометражным фильмом, снятых  Системой Ferraniacolor, фильм производится с 1948 года, на заводах Феррания  в Cairo Montenotte, недалеко от Савона.
Использование цветной плёнки в те времена потребовало использования очень сильного освещения, за счёт зрения, и Тото (псевдоним Antonio de Curtis) уже страдал от проблем со зрением на левый глаз. Никто не осмеливался смотреть в эти дуговые лампы в то время, из-за страха повреждения сетчатки.

## В ролях
- Тото — Антонио Сканагатти
- Фульвия Франко — Поппи
- Марио Кастеллани — Косимо Тромбетта

## Съёмочная группа
- Режиссёр: Стено
- Сценарий: Микеле Гальдьери, Тото (сюжет)
- Продюсеры: Джованни Амати, Дино Де Лаурентис, Карло Понти
- Композитор: Феличе Монтаньини